# Cilunculus misesetosus
Cilunculus misesetosus is een zeespin uit de familie Ammotheidae. De soort behoort tot het geslacht Cilunculus. Cilunculus misesetosus werd in 2005 voor het eerst wetenschappelijk beschreven door Turpaeva. 